# Demokratiska vänsterpartiet
Demokratiska vänsterpartiet, Strana demokratickej ľavice (SD), var ett socialistiskt parti bildat 26 januari 1991 som arvtagare till Slovakiens kommunistparti. SD tillhörde Europeiska socialdemokratiska partiet och Socialistinternationalen.
När parlamentsval hölls i Slovakien i juni 1992 blev SD näst största parti i det nationalråd som med stor majoritet antog en suveränitetsförklaring. Det fria Slovakiens förste premiärminister Vladimír Mečiar förlorade i mars 1994 en förtroendeomröstning och avgick till förmån för en koalitionsregering där Demokratiska vänsterpartiet ingick.
I nyvalet samma år ingick partiet en valallians, Gemensamt val - som med nöd och näppe klarade 10 %-spärren för valkarteller. 
Inför parlamentsvalet 1998 sprack alliansen. Demokratiska vänsterpartiet ställde åter upp i egen kraft medan flera av de andra partierna var med om att bilda Slovakiens demokratiska koalition. Det sistnämnda partiet blev näst störst i parlamentet och SD tredje störst med 14,7 % av rösterna (samma röstandel som i valet 1992). Demokratiska vänsterpartiet kom att ingå i den regeringskoalition som bildades efter valet och partiledaren Jozef Migaš utsågs till talman i parlamentet.
De följande åren hoppade en rad företrädare av partiet och bildade utbrytarpartierna Riktning och Socialdemokratiskt alternativ. I valet 2002 fick det försvagade SD bara 1,4 % av rösterna och ramlade ur parlament. 2005 gick man ihop med de två utbrytarpartierna och ytterligare ett vänsterparti och bildade det nya partiet Riktning – socialdemokrati som varit en huvudaktör i slovakisk politik allt sedan dess.